# Šilin Athanasius Petrovič
‎Šilin Athanasius Petrovič, sovjetski (ruski) častnik in heroj Sovjetske zveze, * 1. september 1924, † 22. maj 1982.

## Življenjepis
Po končani srednji šoli je začel delati v rudniku v Leninsk-Kuznecku.
Avgusta 1942 je bil vpoklican v Rdečo armado; junija 1943 je končal artilerijsko šolo v Tomsku.
Prvi naziv heroja Sovjetske zveze je 22. februarja 1944 prejel kot poveljnik voda 132. gardnega artilerijskega polka za izkaz pogum med bitko za Dneper. Drugi naziv heroja Sovjetske zveze je prejel 24. marca 1945.
Leta 1946 je končal Vrhovno častniško artilerijsko šolo, leta 1952 Vojaško akademijo Dzeržinski in leta 1966 Vojaško akademijo Vorošilov.

## Odlikovanja
- heroj Sovjetske zveze: 22. februar 1944 (№ 3417) in 24. marec 1945 (№ 35)
- red Lenina
- red rdeče zastave (1943)
- red domovinske vojne II. razreda (1943)